# Michael Gspurning
Michael Gspurning est un footballeur autrichien né le 2 mai 1981 à Graz qui évolue au poste de Gardien de but à l'Union Berlin.
Il est international autrichien. Sa première sélection avec l'équipe d'Autriche a lieu le 19 novembre 2008 lors d'un match amical face à la Turquie (victoire 2-4 pour la Turquie).

## Parcours
Après avoir été libéré par les Sounders, il signe pour le PAOK Salonique le 27 janvier 2014.